# 兰斯·维曼
兰斯·维曼 （页面存档备份，存于）（英文名：Lance Wyman （页面存档备份，存于），1937年-）, 2017年“AIGA勋章”获得者 （页面存档备份，存于）（AIGA 指 国家图形艺术学会 或译 美国艺术设计研究院），美国著名图形设计师（Graphic Designer）、图标（ICON）和图形导示系统设计始创者、及公共环境与空间引导系统设计专家，AGI（国际平面设计联盟）会员 （页面存档备份，存于）。

兰斯·维曼 1937年7月2日生于美国新泽西州的纽瓦克市，成长于卡尼市。1960年从普瑞特艺术学院（Pratt Institute） （页面存档备份，存于）毕业，获工业设计学士学位。1973年担任 帕森斯设计学院（Parsons School of Design） （页面存档备份，存于）教授，1979创建 Lance Wyman 设计公司（页面存档备份，存于）。

兰斯·维曼 于1968年为 墨西哥奥运会 设计的视觉识别系统 （页面存档备份，存于）成为了近百年来图形设计（Graphic Design）史上最为经典的案例，《平面设计史》作者 Philip B. Meggs 甚至评价这件作品是 “图形设计历史上最具革命性也是最为成功的视觉识别设计之一” （页面存档备份，存于）引用自AGI对 兰斯·维曼 的官方评价，2017年9月 兰斯·维曼 在 AGI（国际平面设计联盟） （页面存档备份，存于）巴黎年度大会（AGI Open Paris） （页面存档备份，存于）做了 该案例和ICON（图标）的主题演讲 （页面存档备份，存于）。

## 兰斯·维曼 年表
1937  生于美国新泽西州的纽瓦克市
1960  普拉特学院（Pratt Institute）毕业
1968  墨西哥奥运会，标志、图标、指示
1969  墨西哥城地铁，标志，图标，导视系统
1975  华盛顿国家动物园设计引导标识
1973  帕森斯设计学院（Parsons School of Design）担任教授
1976  华盛顿地铁地图映射系统设计
1979  成立 Lance Wyman 设计公司
1990  美国自然历史博物馆重新设计标志与引导标识
2014  墨西哥城回顾展 （页面存档备份，存于）
2015  《Lance Wyman: The Monograph》出版
2017  《Lance Wyman the Visual Diaries 1973–1982》出版
2017  Lance Wyman 和 Eduardo Paolozzi 大型个展 （页面存档备份，存于）

## 引用资料（外部链接）
Lance Wyman （页面存档备份，存于）
2017 AIGA Medalist Lance Wyman （页面存档备份，存于）
Lance Wyman ／ Lance Wyman Ltd. （页面存档备份，存于）
Lance Wyman（兰斯·维曼） （页面存档备份，存于）
Lance Wyman : the monograph
Lance Wyman: The Visual Diaries 1973–1982
interview with graphic designer lance wyman （页面存档备份，存于）
lancewyman.com（页面存档备份，存于）